# Burn the World
Burn the World' é o álbum da banda punk sueca AC4, lançado inicialmente em março de 2013 no Suécia pela gravadora Ny Våg e no Estados Unidos pela Deathwish Inc..

## Faixas
1. Curva Del Diablo
2. Who's The Enemy
3. All Talked Out
4. Die Like A Dog
5. Morality Match
6. Bullet For Your Head
7. Don't Belong
8. Diplomacy Is Dead
9. Burn The World
10. Eye For An Eye
11. I Won't Play Along
12. Breakout
13. Extraordinary Rendition
14. I Don't Want It I Don't Need It
15. Off The Hook
16. Left You Behind[2][3]

## Integrantes
- Dennis Lyxzén – Vocal
- Karl Backman – Guitarra
- Christoffer Röstlund Jonsson – Baixo
- Jens Nordén – Bateria[2][3]

### Colaboradores
- Fredrik Lyxzén – Produção, Mixer
- Pelle Henricsson - Mastering
- Robert Hurula – Artwork[2][3]

### Video clipes
O video clipe Curva Del Diablo, dirigido por Robin Westman, filmado na Suécia em concerto em Uma em 2013. O vídeo Burn the World, faixa título do álbum, é assinado por Jonathan Lindley.